# Diccionario de ideas afines
El Diccionario de ideas afines es un diccionario de español obra de Fernando Corripio.
Apareció en la Editorial Bruguera en 1983 aunque en 1985 cedió los derechos a Herder Editorial.
Contiene 400 000 voces ordenadas desde hiperónimos a hipónimos y segmentadas en merónimos y holónimos de forma que, para encontrar un concepto, sólo ha de recordarse una idea general o afín.